# Calogero Lo Giudice
Calogero Lo Giudice, né le 16 juin 1938 à Enna où il est mort le 24 août 2021, est un homme politique italien.
Membre de la Démocratie chrétienne, il est président de la Région sicilienne de décembre 1982 à octobre 1983, puis député européen entre 1989 et 1994.

## Biographie

### Débuts politiques
Étudiant, il suit l'enseignement de Giuseppe D'Angelo dont il partage l'aspiration sociale et morale, et s'engage au sein d'organisations catholiques. 
Docteur en économie et commerce, il entame une carrière universitaire jusqu'à devenir professeur de sociologie agraire à l'université de Catane. 
Membre de la Démocratie chrétienne à partir des années 1960, il est élu en 1971 à l'Assemblée régionale sicilienne par le collège d'Enna et y siège jusqu'en 1991. 
Dans la seconde moitié des années 1970, il fait partie des quadragénaires qui accèdent aux premiers postes avec la volonté de renouveler la pratique politique de leur parti en Sicile : Rosario Nicoletti est secrétariat régional à partir de 1974, Piersanti Mattarella devient président de la Région en 1978, et Calogero Lo Giudice, membre du courant morotea comme Mattarella, prend la tête du groupe parlementaire DC à l'ARS. Ils doivent poursuivre l'ouverture au PCI initiée par Angelo Bonfiglio mais, situés hors des principaux courants qui régissent l'île depuis plusieurs décennies, ils sont soumis au soutien, plus stratégique que sympathisant, des leaders démocrates chrétiens siciliens que sont Lima, Drago (it), Gullotti et Gioia. 
L'assassinat de Mattarella en 1980 suspend l'aspiration d'unité des forces autonomistes, la présidence revenant à un fidèle de Lima, Mario D'Acquisto, qui replace le PCI dans l'opposition et nomme Lo Giudice vice-président et conseiller au Tourisme et aux Transports.

### Éphémère président de la Région sicilienne
Puis, à nouveau, la DC cherche l'ouverture à gauche et, le 7 décembre 1982, Lo Giudice est élu président de la Région avec le soutien de son parti, du PSI, du PRI, du PSDI et du PLI. Il porte un programme de modernisation de l'autonomie sicilienne, dans la lignée de Mattarella. 
C'est sous sa présidence qu'est inauguré le gazoduc Algérie-Sicile en présence du chef du gouvernement Amintore Fanfani. La mafia poursuit ses meurtres politiques : le capitaine Mario D'Aleo et les carabiniers Giuseppe Bommarito et Pietro Morici en juin 1983, le juge Rocco Chinnici, ses gardes du corps et son gardien d'immeuble le 29 juillet.
Affaibli par le départ de Nicoletti du secrétariat de la DC en 1982, avant son suicide en 1984, Lo Giudice démissionne en août mais poursuit la gestion des affaires courantes jusqu'au 11 octobre 1983 et son remplacement par Santi Nicita, partisan du courant d'Andreotti qui domine l'ARS et la Sicile.

### Député européen
Quinze mois plus tard, il est rappelé au gouvernement comme conseiller à l'Agriculture et aux Forêts dans les gouvernements de Rosario Nicolosi de février 1985 à janvier 1988.
Durant l'été 1984, il est missionné par son parti pour remettre en ordre la section de Catane, dont la division entre le courant majoritaire « Engagement démocratique » mené par l'andréottien Nino Drago (it), et l'aile gauche unis aux catholiques du « Mouvement populaire » a épuisé deux maires en quelques mois dans le chef-lieu de province,.
En 1989, pour une législature, Lo Giudice est élu au Parlement européen.  Il siège notamment à la commission des budgets, à celle du contrôle budgétaire, à la sous-commission des droits de l'homme et participe aux délégations pour les relations avec l'Organisation des Nations unies et avec les États-Unis. 
Secrétaire régional adjoint de la démocratie chrétienne en 1990, il adhère à l'Union de centre après la dissolution de son parti, mais quitte la vie politique en 1994 pour se consacrer à l'enseignement universitaire et occupe la chaire d'Agriculture à l'université de Reggio de Calabre.